# 여수문화방송
여수문화방송주식회사(麗水文化放送株式會社), (약칭 여수MBC)는 전남동부지역과 서부경남 일부지역을 가시청권으로 하는 대한민국의 지상파방송사이다.

## 연혁

### 1960년대
- 1968년 8월 5일 : 무선국 가허가

### 1970년대
- 1970년 7월 24일 : 남해방송주식회사 설립 등기
- 1970년 8월 27일 : 남해방송(주), AM개국(여수시 중앙동)
- 1971년 10월 1일 : 여수문화방송주식회사로 사명 변경, 대표이사 회장 안성수 취임, 대표이사 사장 윤덕병 취임.
- 1975년 9월 27일 : 사옥 준공 (여수시 교동 596-2)

### 1980년대
- 1980년 2월 28일 : 대표이사 사장 박문백 취임
- 1984년 8월 : TV 중계소 개소 (여수:구봉산/ 순천:천황산)
- 1985년 8월 27일 : 음악FM 개국 (주파수 98.3 ㎒, 출력 2㎾)
- 1986년 2월 : TVR 5개소 개소
- 1987년 11월 21일 : TV 개국, 지역 TV-Local 방송을 시작
- 1988년 2월 : 표준FM방송 개국 (주파수 100.7 ㎒, 출력 1㎾)
- 1988년 6월 : TVR 5개소 개소

### 1990년대
- 1991년 11월 15일 : 現 사옥신축 (여수시 문수동 101-1, 문수로 135) (부지 13,000평, 건물 1,600평, 지상5층, 지하 1층)
- 1993년 6월 : 순천시 행동에 라디오 스튜디오 개설
- 1993년 7월 : 일본 KBC 규슈 아사히방송 우호협력협정 체결
- 1994년 2월 : 중국 웨이하이전시대 교류 개시
- 1994년 7월 : TV 중계차 도입, 신속한 현장 생방송 체제 구축
- 1995년 7월 : 중국 웨이하이전시대 우호협정 조인식
- 1995년 12월 : 순천시 조례동에 TV 스튜디오 개설, 라디오 스튜디오 이전
- 1996년 11월 : AM송신소 자동화 시스템 구축
- 1998년 3월 : 회사 Homepage open
- 1998년 11월 : 현사옥내에 야외 공연장 준공 (야외음악회 등 각종 행사 개최, 현장 생방송 장소로 활용)

### 2000년대
- 2000년 8월 : TV 주조 제작시설과 송출실로 분리
- 2002년 6월 : 마이로스 시스템 도입 (라디오 디지털)
- 2002년 6월 14일 : 표준FM 주파수 변경 (100.7 ㎒ → 100.3 ㎒)
- 2002년 8월 : 난시청해소를 위한 유선방송시스템 구축 (거문도, 구승주지역)
- 2004년 9월 : 표준FM 방송 송신점 변경 (천황산 → 남산)
- 2005년 12월 : DTV 개국
- 2006년 8월 : TV 방송 보조국 채널 변경 이설 (순천 천황산(Ch7) → 남산(Ch43))
- 2007년 11월 : 여수 구봉산 표준 FM 송출 (주파수 107.1 ㎒, 출력 100W)
- 2008년 3월 : TV부조 HD시스템 구축

### 2010년대
- 2010년 12월 : 망운산 중계소 신설
- 2011년 9월 : 망운산 DMB 중계소 준공(7ACH, 출력 2KW)
- 2012년 4월 : HDTV 중계차 도입
- 2012년 5월 : MBC투어클럽 및 캠핑사업 출범
- 2012년 10월 30일 : 아날로그 방송 종료
- 2013년 6월 12일 : 전라권 디지털 주파수 재배치 완료.
- 2014년 1월 : MB구봉산 송신소 자동송출 시스템 구축
- 2014년 9월 : HD중계차 및 방송요원 2014 인천아시안게임 중계 참여
- 2014년 10월 18일 : 광주·목포·여수 주말 뉴스데스크 통합 편성 시작
- 2016년 9월 : 망운산 표준 FM 송출 (주파수 101.3㎒, 출력 100 W)

### 2020년대
- 2022년 9월 8일 - AM 라디오 운용 일시 휴지(1080kHz, 10kW). FM방송 전환.
- 2023년 3월 8일  - AM 라디오 송출 종료(1080kHz, 10kW).

## 본사·지사 소재지
본사
- 우59700 전라남도 여수시 문수로 135

순천지사
- 우57971 전라남도 순천시 백연길 111 순천농협 6층

## TV방송
1984년 8월 여수 구봉산에 TV중계소가 설치된 후, 1987년 11월 21일 TV 연주소를 갖추고 여수문화방송의 TV방송이 개국하였다. 2005년 12월에는 디지털TV방송을 개국하였다. 전남 동부지역과 서부경남 일부 지역을 가시청권역으로서 방송중이다.

### 프로그램
보도
| 프로그램명                | 방송시간           | 편성시간                                      | 진행                                  |
| ------------------------- | ------------------ | --------------------------------------------- | ------------------------------------- |
| MBC 뉴스투데이 전남동부권 | 월~금 30분         | 07:20 ~ 07:50                                 | 김진호                                |
| MBC 뉴스데스크 전남동부권 | 월~금 20분 일 15분 | 20:25 ~ 20:45(금 20:00 ~ 20:20) 20:20 ~ 20:35 | 박성언, 송유라 (평일) 무작위 (일요일) |

교양·예능
- 섬마을 여행사
- 트로트클라쓰
- 어바웃 우리동네
- 생방송 전국시대
- 여수MBC 토크쇼 뉴스&이슈
- MBC가요베스트
- 어영차 바다야 (목포MBC 제작)
- 문화공감 통
- 시청자가 만드는 TV
- 문화콘서트 난장 (광주MBC 제작)

### 방송 송출 시설망
- 호출부호 : HLAT-DTV
- 가상채널 : 11-1

| 송신소          | UHD      | UHD    | HD       | HD    | 송신소 위치                            |
| 송신소          | 물리채널 | 출력   | 물리채널 | 출력  | 송신소 위치                            |
| --------------- | -------- | ------ | -------- | ----- | -------------------------------------- |
| 구봉산 송신소   | 준비중   | 준비중 | CH 26    | 1㎾   | 전남 여수시 여서동 산163-3             |
| 망운산 중계소   | 준비중   | 준비중 | CH 16    | 1㎾   | 경남 남해군 서면 연죽리 산38           |
| 여수 중계소     | 준비중   | 준비중 | CH 41    | 2W    | 전남 여수시 봉산동 427-5               |
| 쌍봉 중계소     | 준비중   | 준비중 | CH 51    | 20W   | 전남 여수시 소라면 덕양리 산201-1      |
| 남산 중계소     | 준비중   | 준비중 | CH 14    | 90W   | 전남 순천시 인제동 산42-2              |
| 순천서면 소출력 | 준비중   | 준비중 | CH 14    | 0.05W | 전남 순천시 서면 동산리                |
| 옥룡 소출력     | 준비중   | 준비중 | CH 14    | 0.05W | 전남 광양시 옥룡면 운평리              |
| 쌍암 중계소     | 준비중   | 준비중 | CH 41    | 5W    | 전남 순천시 승주읍 봉덕리 산62         |
| 고흥 중계소     | 준비중   | 준비중 | CH 22    | 20W   | 전남 고흥군 고흥읍 남계리 산58-1       |
| 녹동 중계소     | 준비중   | 준비중 | CH 36    | 20W   | 전남 고흥군 도양읍 봉암리 산237 비봉산 |
| 도화 중계소     | 준비중   | 준비중 | CH 26    | 20W   | 전남 고흥군 도화면 당오리 산113 시루봉 |
| 포두 중계소     | 준비중   | 준비중 | CH 20    | 5W    | 전남 고흥군 포두면 옥강리 산311        |
| 벌교 중계소     | 준비중   | 준비중 | CH 35    | 20W   | 전남 보성군 벌교읍 벌교리 산3-1        |

아날로그TV
- 호출부호 : HLAT-TV

| 송신소        | 채널  | 출력 | 송신소 위치                       |
| ------------- | ----- | ---- | --------------------------------- |
| 구봉산 송신소 | CH 28 | 5 ㎾ | 전남 여수시 여서동 산163-3        |
| 여수 중계소   | CH 41 | 10W  | 전남 여수시 봉산동 427-5          |
| 쌍봉 중계소   | CH 45 | 100W | 전남 여수시 소라면 덕양리 산201-1 |
| 광양 중계소   | CH 21 | 500W | 전남 광양시 마동 산80-8 가야산    |
| 남산 중계소   | CH 43 | 500W | 전남 순천시 인제동 산42-2         |
| 쌍암 중계소   | CH 45 | 10W  | 전남 순천시 승주읍 봉덕리 산62    |
| 벌교 중계소   | CH 39 | 100W | 전남 보성군 벌교읍 벌교리 산3-1   |

## 라디오방송
1970년 8월 27일 남해방송(NBC)으로 AM라디오방송을 개국하였다. 이후 1985년 8월 27일에는 음악FM, 1988년 2월에는 AM라디오 표준FM을 개국하였다. AM라디오 1채널과 FM라디오 2채널을 운영중이며, 전남동부지역을 가청권역으로서 방송중이다.

### 프로그램

#### 여수MBC 라디오
| 프로그램명       | 요일  | 시간  | 진행자 |
| ---------------- | ----- | ----- | ------ |
| 신나는 오후      | 매일  | 115분 | 양성화 |
| 1분 건강상식     | 매일  | 1분   | 박성언 |
| MBC 정오종합뉴스 | 월~금 | 5분   | 김진호 |
| 라디오전망대     | 월~금 | 55분  | 송유라 |
| MBC 15시 뉴스    | 월~금 | 5분   | 송유라 |
| MBC 17시 뉴스    | 매일  | 5분   | 송유라 |

#### 여수MBC FM4U
| 프로그램명   | 요일 | 시간  | 진행자         |
| ------------ | ---- | ----- | -------------- |
| 음악식당     | 평일 | 120분 | 박성언         |
| 1분 건강상식 | 매일 | 1분   | 박성언, 김진호 |

종영 프로그램
- 정오의 희망곡

### 방송 송출 시설망
| 여수MBC 라디오 | 여수MBC 라디오 | 여수MBC 라디오 | 여수MBC 라디오 | 여수MBC 라디오               | 여수MBC 라디오 |
| 송신소         | 주파수         | 출력           | 호출부호       | 송신소 위치                  | 방송구역 |
| -------------- | -------------- | -------------- | -------------- | ---------------------------- | --- |
| 남산 송신소    | FM 100.3㎒     | 1㎾            | HLAT-SFM       | 전남 순천시 인제동 산42-2    | 순천시 일원, 여수시 일부, 광양시 일부, 고흥군 일부 (목포MBC(89.1), 전주MBC(101.7)를 번갈아서 수신)                                                                                 |
| 구봉산 송신소  | FM 107.1㎒     | 100W           | HLAT-SFM       | 전남 여수시 여서동 산163-3   | 여수시 일원, 순천시 일부, 광양시 일부, 고흥군 일부 |
| 망운산 중계소  | FM 101.3㎒     | 100W           | HLAT-SFM       | 경남 남해군 서면 연죽리 산38 | 광양시 일원, 여수시 일부, 순천시 일부, 고흥군 일부, 경남 남해군 일부, 하동군 일부, 진주시 일부, 사천시 일부, 거창군 일부, 산청군 일부, 고성군 일부 (MBC경남(91.1)을 번갈아서 수신) |
| 여수MBC FM4U   |                |                |                |                              | |
| 송신소         | 주파수         | 출력           | 호출부호       | 송신소 위치                  | 방송구역 |
| 구봉산 송신소  | FM 98.3㎒      | 2㎾            | HLAT-FM        | 전남 여수시 여서동 산163-3   | 여수시 일원, 순천시 일부, 광양시 일부, 고흥군 일부, 보성군 일부, 구례군 일부 (광주MBC(95.1), MBC경남(97.7)을 번갈아서 수신)                                                        |

## 라디오 시보 멘트
- 표준FM 100.3, 107.1MHz HLAT-SFM 여수문화방송입니다.
- FM 98.3MHz HLAT-FM 여수MBC FM4U입니다.

## 지상파DMB방송
광주문화방송, 목포문화방송, 전주문화방송 등과 공동으로 투자하여 광주전남전북 전지역을 방송권역으로 하는 지상파DMB사업자로서 운영·방송중이다.

## 소속 방송인

### 편성제작팀
- 안정희
- 송민교
- 김지홍
- 김순호
- 이동신

### 영상제작센터
- 박찬호 국장
- 송정혁 차장
- 배준식 영상기자
- 정은용 영상기자
- 이재화 영상기자

### CG
- 최윤정
- 김상오

### 보도센터
- 김종태 센터장
- 최우식 국장
- 김주희 국장
- 문형철 차장
- 김단비 기자
- 유민호 기자
- 최황지 기자

### 아나운서
- 박성언
- 송유라
- 김진호

### MC & 리포터
- 양성화
- 서예진
- 주나연

## 역대 연중캠페인
- 2014년 ~ 2015년: 새로운 희망 MBC와 함께
- 2016년 ~ 2018년: 여러분의 열정, MBC가 응원합니다.
- 2019년 ~ 2023년: 밝은 미래 좋은 세상 MBC가 함께합니다.
- 2024년: 로컬 퍼스트 지역이 미래다.

## 본점 및 지점 현황
- 본점: 전라남도 여수시 문수로 135 (문수동)
- 광양시네마플러스: 전라남도 광양시 광양읍 순광로 466